# Аненербе
Анене́рбе (нім. Ahnenerbe — «Спадок предків», повна назва — «Німецьке товариство з вивчення давньої германської історії та спадку предків») — організація, створена для вивчення традицій, історії та спадку германської раси. Заснована 1 липня 1935 року Генріхом Гіммлером, Германом Віртом та Вальтером Дарре. З січня 1939 року входила до складу СС.
Штаб-квартира Аненербе знаходилася в замку Вевельсбург. Генеральний секретар — Вольфрам Зіверс. Керівник медичних програм Август Хірт.
Початковою метою товариства Аненербе був пошук доказів теорії расових переваг німців шляхом історичних, антропологічних та археологічних досліджень.

## Історія

### Передісторія
В 1928 році Герман Вірт видав книгу «Походження людства», в якій стверджував, що біля витоків людства стоять дві протораси: «нордична», яка є духовною расою з Півночі, і прибульці з південного континенту Гондвана, охоплені низинними інстинктами, раса Півдня. У книзі він повідомив, що звірі — це особливий вид істот, який в принципі відрізняється від людини. Він протиставив високодуховну людину і людину-звіра, яка є не тільки не людиною (як звичайні звірі), а й анти-людиною. Причиною деструктивних процесів у суспільстві нордичної раси («гіперборейців»), згідно з Віртом полягало у появі расового змішання гіперборейців з безсловесним і примітивними істотами звіроподібних, що населяли інший континент — Гондвану (його погляди надалі були науковим обґрунтуванням для проведення нацистами так званої «расової гігієни»).
Істоти з Півдня пародіювали мову, так як використовували мовні концепції для підпорядкування їх грубою конкретикою речей. Їх мова є анти-мовою, а замість думки і зведення конкретного предмета до ідеї думка людей-тварин перетворюється на спотворення інтелектуальних пропорцій, у причину розумової недуги — це анти-думка, коли вклоняються самому предмету-фетишу або навіть сатанинському анти-богу, або ж це інтелектуальне виродження може призвести до матеріалізму, світу об'єктів. Таких істот він називає людьми-об'єктами.

### Створення угруповання
Більша частина досліджень Аненербе пов'язана з окультизмом. Товариство було поділено на 50 відділів, що займалися вивченням кельтів, скандинавської міфології, рунічного символізму, теорії Світового льоду Ганса Гербигера та багатьма іншими питаннями.
У 1936 році Генріх Гімлер переконав Отто Рана вступити до Аненербе, пообіцявши майже необмежене фінансування його проекту з пошуків Святого Грааля. Цей проект став одним з найвідоміших аспектів діяльності товариства. В наступному році Отто Ран наклав на себе руки, після того як був покараний за гомосексуальні стосунки. Товариство Аненербе прийняло версію Рана про те, що Святий Грааль знаходився у катарів, та продовжило пошуки в районі гори Монсегюр після його смерті.

## Структура Аненербе

### Керівництво
- Президент: Генріх Гіммлер
- Директор, науковий куратор: Вальтер Вюст
- Адміністративне управління: Вольфрам Зіверс
- Фінансове управління: Фітцнер.
- Фонд «Спадщина предків»: Бруно Гальки
- Видавництво Фонду «Спадщина предків». Керівник — Фрідхельм Кайзер. Знаходилося в берлінському районі Далем.

За різними джерелами, кількість відділів «Спадщини предків» коливається від 13 до 50, що пов'язано з поступовим розростанням організації. Тридцять п'ять наукових відділень перебували під керівництвом професора Фюста з Мюнхена.

### Список відділів
- Дослідницький відділ астрономії. Керівник — Філіпп Фаут
- Дослідницький відділ біології. Керівник — Вальтер Грайте
- Дослідницький відділ ботаніки. Керівник — барон Філіпп фон Лютцельбург
- Дослідницький відділ геології і мінералогії. Керівник — Рольф Хьоне
- Дослідницький відділ розкопок. Керівник — Рольф Хене, тоді Ханс Шляйф, після нього — Герберт Янкун
- Дослідницький відділ німецького мистецтва. Керівник — Емеріх Шаффран. Відділ почав свою роботу 15 травня 1938 р., а вже в кінці року був закритий.
- Дослідницький відділ геральдики та родових емблем. Керівник — Карл Конрад Руппель
- Дослідницький відділ німецької архітектури. Керівник — Мартін Рудольф
- Дослідницький відділ німецької філології та місцевого фольклору. Керівник — Бруно Швейцер
- Дослідницький відділ природознавства доісторичного періоду. Керівник — Рудольф Шютрумпф
- Дослідницький відділ індогерманських і фінських культурних зв'язків. Керівник — Ірьє фон Гренхаген. Відділ функціонував у 1937—1939 рр.
- Дослідницький відділ карстів і печер (для військових цілей). Керівник — Ханс Бранд
- Дослідницький відділ метеорології і геофізичних досліджень. Керівник — Ханс Роберт Скултетус
- Навчально-дослідний відділ ентомології і боротьби з паразитами. Керівник — Едуард Май.
- Навчально-дослідний відділ генетики рослин. Керівник — Хайнц Брюхер
- Навчально-дослідний відділ індогерманської арійської культури та мов. Вивчення санскриту і ведичної мови. Керівник — Вальтер Вюст.
- Навчально-дослідний відділ індогерманської німецької культури та мов. Керівник — Ріхард фон Кінлі
- Навчально-дослідний відділ історії індоєвропейської релігії. Керівник — Отто Хут
- Навчально-дослідний відділ народних легенд, казок і саг (був розпущений незабаром після його створення). Керівник — Йозеф Плассманн
- Навчально-дослідний відділ німецької культури та місцевого фольклору. Керівник — Йозеф Плассманн.
- Навчально-дослідний відділ народної медицини (вивчення цілющих трав, проіснував до 1939 року). Керівник — Олександр Берг
- Дослідницький відділ насипних жилих пагорбів. Керівник — Вернер Хаарнагель
- Дослідницький відділ препарування рослин. Керівник — Ернст Пфолем
- Дослідницький відділ прикладної геології. Керівник — Йозеф Віммер
- Дослідницький відділ прикладної соціології мови. Керівник — Георг Шмідт-Рор
- Дослідницький відділ Середніх віків і Новітньої історії. Керівник — Герман Леффлер
- Навчально-дослідний відділ Близького Сходу. Керівник — Віктор Християн
- Відділення досліджень індогерманської німецької музики. Керівник — Альфред Квельмальц
- Навчально-дослідний відділ германістики. Керівник — Вільгельм Тойдт. Пізніше відділом керував Бруно Швейцер, тоді Йозеф Плассманн
- Навчально-дослідний відділ німецької фольклористики. Керівник — Ріхард Вольфрам
- Навчально-дослідне відділення німецької традиції та етнографії. Керівник — Генріх Хармьянц
- Навчально-дослідний відділ топографії та ландшафтного символізму. Керівник — Вернер Мюллер
- Навчально-дослідний відділ давньої історії. Керівник — Франц Альтхайм
- Навчально-дослідний відділ образотворчого та прикладного природознавства. Керівник — Едуард Тратц
- Навчально-дослідний відділ кельтських народів. Керівник — Людвіг Мюльхаузен
- Навчально-дослідний відділ середньовічної латинської мови. Керівник — Пауль Леманн
- Навчально-дослідний відділ історії індогерманського німецького права. Керівник — Вільгельм Ебель
- Навчально-дослідний відділ історії первісного суспільства. Керівник — Густав Беренс.
- Навчально-дослідний відділ історії первісної історії. Керівник — Аззіен Боммерс.
- Навчально-дослідний відділ конярства. Керівник — Ернст Шефер
- Дослідницький відділ класичної філології та Стародавнього світу. Керівник — Рудольф Тілль, одночасно очолював латинське відділення; грецьким відділенням керував Франц Дірльмайєр
- Навчально-дослідний відділ культури Північної Африки. Керівник — Отто Ресслер
- Навчально-дослідний відділ з письмен і символів. У 1935—1938 рр. керівником був Герман Вірт. Включав сектор дослідження символів (керівник — Карл Теодор Вайгель). Згодом Вайгель став керівником відділу. Відділ був пізніше об'єднаний з відділом рунології.
- Навчально-дослідний відділ рунології. Керівник — Вольфганг Краузе
- Навчально-дослідний відділ філософії. Керівник — Курт Шиллінг
- Відділ «Німецький науковий потенціал в дії». Керівник — Ханс Шнайдер
- Відділення досліджень окультних наук. Дослідження з парапсихології, спіритизму, окультизму та інших офіційно заборонених у Німеччині наук.
- Навчально-дослідний відділ Центральної Азії та експедицій. Керівник — Ернст Шефер
- Зондеркоманда «Н» (Аш). Створення картотеки відьом і збір даних про процеси проти відьм. Керівник — Рудольф Левін

### Відділи, про діяльність яких немає відомостей
- Дослідницький відділ зоогеографії та зооісторії.
- Дослідницький відділ загального природознавства.
- Дослідницький відділ остеології.

### Інститут наукових досліджень цільового військового значення
- Відділ «P» (пектин). Дослідження застосування пектину і глютамінової кислоти як клінічного засобу для згортання крові). Керівник — Курт Плетнер
- Відділ «H». Експериментальні дослідження раку. Керівник — професор Август Хірт з Тюбінгенського університету). Зіверс стверджував на допиті 29 червня 1945,[4] що саме Хірту вперше вдалося виявити клітину раку у миші, використовуючи флюоресцентну мікроскопію, знищити цю клітину завдяки своєму новому методу лікування. Це є першим в історії відомим випадком лікування раку.
- Відділ «М» (математика). Керівнику відділу Карл-Хайнцу Бозеку допомагали 25 асистентів з в'язнів концентраційного табору Оранієнбург. Завдання виходили з вермахту, ВМС, ВПС, а також від Ради з наукових досліджень.
- Відділ «R». Керівник — Зигмунд Рашер

### Національні підвідділи Аненербе
- «Данія». Керівник — Карл Керстен
- «Нідерланди». Керівник — Фрідріх Май
- «Норвегія». Керівник — Ханс Швальм
- «Фландрія». Керівник — Аларіх Августин.
- «Швейцарія». Керівник — Вільгельм Генріх Руофф
- «Франція». Керівник — Людвіг Мюльхаузен
- «Швеція». Керівник — граф Ерік Оксенштірна

Бібліотека «Спадщини предків» розташовувалася в замку Оберайхльберг поблизу Ульма. Бібліотекарем була Аннегрет Шмідт.
Також товариством були проведені археологічні дослідження в Кафірістані, на Тибеті, а також на островах Ла-Маншу, в Румунії, Болгарії, Хорватії, Польщі, Греції та інших країнах Європи.

### Аненербе в Україні

Гімлер в Криму (розглядає жмут бавовни)

За повідомленнями журналу «Музеї України» в окупованій Україні діяло 7 зондеркоманд Аненербе. Аненербе в Україні очолював обергрупенфюрер Вафен СС доктор Похл. Дослідження, розшуки, розкопки зондеркоманди Аненербе проводили у Києві, Могильові, Брянську, Криму, Мінську, Вінниці, Дніпропетровську, Тирасполі, Харкові, Херсоні, Миколаєві та ін. містах і регіонах.
Зокрема в Криму передбачалося створити Кримські колонії Gotengau, або «гот район» — назва на честь кримських готів, які оселилися там і, як вважалося, були арійськими предками німців.

## Експедиції Аненербе
Товариство Аненербе організовувало археологічні експедиції в Румунію, Болгарію, Хорватію, Польщу, Грецію, Кафіристан, на острови Ла-Маншу та у Тибет. Також була організована велика експедиція в Антарктиду.
- Перша експедиція Германа Вірта в Скандинавію (1935)
- Друга експедиція Германа Вірта до Скандинавії (1936)
- Експедиція Ірьє фон Гренхагена в Карелію (1937)
- Експедиція Франца Альтхайма і Еріки Траутманн-Нерінг на Близький Схід (1938)
- Експедиція Ернста Шефера на Тибет (1938—1939)
- Експедиція Бруно Швейцера в Ісландію (1938—1939)
- Експедиція в країни Балтії у складі Німецької архівної комісії (1939—1940)
- Експедиція Едмунда Кісса в Болівію (1939, не відбулася)
- Експедиція Отто Хута на Канарські острови (1939, не відбулася)
- Експедиція Філіппа фон Лютцельбурга в Парагвай (1942, не відбулася)

## «Спадщина предків» і германська історія
З початком Другої світової війни, фахівці організації «Спадщина предків» слідуючи за частинами вермахту, брали участь у розграбуванні європейських музеїв і бібліотек. Вони перш за все вибирали експонати, які пов'язані з давньогерманською історією.
17 липня 1940, за дорученням фюрера на підставі наказу шефа Верховного командування вермахту від 5.07.1940 Розенбергом був створений Айнзацштаб, відділення якого були у всіх великих містах Європи. У ньому працювало близько 350 фахівців, які вели розкопки, шукали і знаходили стародавні стоянки і навіть скарби.

## «Спадщина предків» і СС
Використання живих людей для антигуманних дослідів було не єдиним в організації з СС. Родоводи, складені для будь-якого керівника рейху, були інструментом тиску і шантажу в руках рейхсфюрера СС Генріха Гіммлера. З точки зору нацистської расової теорії наявність слов'ян або євреїв у родоводі була компрометуючим фактом. Всі ці матеріали увійшли у досьє Гіммлера. Есесівці, що входять до «Спадщини предків», керували проектом створення «зброї відплати» — Фау-2. До припинення своєї діяльності Аненербе являла собою велику бюрократичну машину, котра подібно Спруту охоплювала найрізноманітніші сфери діяльності.

## Окремі факти
- У 1936 році Карл Марія Вілігут (Вайстор) разом з Гюнтером Кірхоффом в рамках інституту Аненербе почав розкопки на пагорбі Мурга в Чорному лісі поблизу Баден-Бадену, де, за його словами, знаходилися руїни древнього поселення ірміністів — послідовників давньогерманської релігії.

## Аненербе в комп'ютерних іграх
- У серії комп'ютерних ігор ÜberSoldier — ÜberSoldier I («Східний фронт») та ÜberSoldier II («Крах Аненербе») — гравець-вояк Опору бореться проти Аненербе й солдатів СА. Кістяк Аненербе нібито становлять елітні солдати СС, яких воскресили з мертвих за допомогою порошку, що винайдений у німецьких лабораторіях Тибету.
- У комп'ютерній грі BloodRayne Рейн намагається розібратися в організації Аненербе, шукає артефакти, потрапляє в лабораторії, скоює серію вбивств німецьких воєначальників, мутантів. Протягом гри Рейн стикається з мутацією паразитів-демонів, які породили дослідження організації Аненербе.
- У грі Uncharted 3: Drake's Deception Дрейк намагається віднайти скарби свого прадідуся-пірата і натрапляє на спогади Аненербе.

- В комп'ютерній грі The Return to The Castle Wolfenstein Аненербе має назву «Паранормальна Дивізія СС». Лідером якої, як не дивно є Генріх Гіммлер та вигаданий персонаж Мар'яна Блаватська.

- У грі Wolfenstein The Old Blood Аненербе теж називається «Паранормальною Дивізією СС» лідером якої є також Генріх Гіммлер. Дивізія займається розкопками під проводом вигаданого персонажа Хельга Фон Шабсс.